# Миницкий, Степан Иванович
 Степан Иванович Миницкий  (1766—1840) — военный и государственный деятель Российской империи, вице-адмирал, военный губернатор Олонецкой, Вологодской и Архангельской губерний.

## Биография
Выходец из потомственных дворян Черниговской губернии.
1 января 1785 года произведен в гардемарины. Окончил Морской кадетский корпус с производством 24 мая 1786 года в мичманы. 1 мая 1788 года произведен в лейтенанты.
Участник Русско-шведской войны (1788—1790): на корабле «Вышеслав» участвовал в Гогландском сражении (1788), в Эландском сражении (1789), на фрегате «Помощный» в Выборгском сражении (1790).
26 ноября 1802 года «за беспорочную выслугу, в офицерских чинах, 18-ти шестимесячных морских кампаний» награжден орденом Св. Георгия IV степени. 22 сентября 1803 года «за избавление флотов от пожара» награжден орденом Св. Владимира IV степени. В 1803 году в чине подполковника назначен советником Кронштадтской экспедиции Адмиралтейства.
В 1806—1820 годах — командир гребного порта, руководил проводкой судов на линии Санкт-Петербург-Кронштадт. В 1808 году «за скорую подготовку судов гребного флота к кампании» пожалован бриллиантовым перстнем. 27 мая 1810 года произведен в полковники. 31 мая 1817 года произведен в генерал-майоры.
В 1821—1823 годах — исполнял обязанности генерал-интенданта Балтийского гребного флота.
2 мая 1823 года назначен военным губернатором Олонецкой, Вологодской и Архангельской губерний и главным командиром Архангельского порта. 6 мая 1828 года получил Высочайший строгий выговор по делу о принятом в адмиралтейские магазины недоброкачественного провианта. 17 марта 1829 года произведен в вице-адмиралы.
18 апреля 1830 года уволен от службы «за предосудительные и пользам службы несоответственные поступки».
Последние годы жизни провёл в имении Подлесная Слобода Симбирской губернии, где и был похоронен.

## Награды
- Орден Святого Георгия 4-й степени (№ 1441, 26.11.1802);
- Орден Святой Анны 1-й и 3-й степеней;
- Орден Святого Владимира 2-й и 4-й степеней.

## Семья
- Младший брат — Михаил Иванович (1772—1829) — контр-адмирал, командир Охотского порта.
- Супруга — Анна Степановна (в первом браке Кутыгина) (1755—1839)
  - падчерица Наталья Ивановна Кутыгина, в замужестве Качалова.